# Oreopasites linsleyi
Oreopasites linsleyi är en biart som beskrevs av Rozen 1992. Oreopasites linsleyi ingår i släktet Oreopasites och familjen långtungebin. Inga underarter finns listade i Catalogue of Life.